# Linia kolejowa nr 456
Linia kolejowa nr 456 – magistralna, jednotorowa, zelektryfikowana linia kolejowa o znaczeniu państwowym łącząca rozjazd nr 95 na stacji Warszawa Praga z przystankiem osobowym i posterunkiem odgałęźnym Chotomów.
| kilometraż | kilometraż | pociągi pasażerskie | autobusy szynowe i EZT | pociągi towarowe |
| od         | do         | Tor nieparzysty     | Tor nieparzysty        | Tor nieparzysty  |
| 15,908     | 22,800     | 160                 | 160                    | 120              |
| 22,800     | 25,500     | 150                 | 150                    | 120              |
| 25,500     | 25,900     | 100                 | 100                    | 90               |
| 25,900     | 26,200     | 120                 | 120                    | 100              |
| 26,200     | 30,286     | 160                 | 160                    | 120              |